# Державная самостийность Украины
Всеукраинское политическое объединение «Державная самостийность Украины» или ДерСУ (укр. Всеукраїнське об'єднання «Державна самостійність України») — украинская этнонационалистическая политическая организация.
Создана в апреле 1990 года бывшими антисоветскими диссидентами и членами Украинской Хельсинкской группы. Первым председателем был избран Иван Кандыба. Идеологически ДерСУ пропагандировала установление националистической диктатуры и придерживалась идеологии Организации украинских националистов. Официальная регистрация партии состоялась 23 марта 1993 года. Позднее основатель партии Иван Кандыба покинул её ряды и попытался распустить созданную им организацию. Вспыхнул конфликт, в результате которого на его место в начале 1994 года был избран писатель Роман Коваль.
«Державная самостийность Украины» призывала к созданию этнически однородной Украины, а её руководство давало обещания устроить лагеря интернирования для русских. Партия принимала в свои ряды только украинцев, подвергала нападкам коммунистов и продемократических националистов, выступала против смешанных браков и иммиграции в страну представителей других национальностей, а также призывала к депортации с Украины евреев, цыган (см. цыгане на Украине) и армян, которые не были её постоянными жителями. Под руководством Романа Коваля эта партия радикализовалась так, что расистские установки начали ограничивать её же собственное политическое развитие. В результате она ушла с политической арены, а затем прекратила своё существование. В 2003 году Верховный суд страны аннулировал регистрацию этой партии, так как она не отвечала требованиям украинского законодательства.
По мнению историка В. А. Шнирельмана, руководитель партии «Державная самостийность Украины», бывший врач Роман Коваль является одной из самых ярких фигур в среде украинских крайне правых националистов. В ходе своей политической карьеры он учредил газету «Незборима нация», занимался поддержкой украинских неоязычников и опубликовал книгу «Философия украинства».